# خوی‌خوی

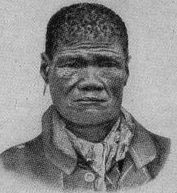
یک خویخوی.

خویخوی قومی بومی در جنوب آفریقا هستند که حداقل از قرن پنجم میلادی در آنجا می‌زیسته‌اند. این مردمان با بوشمن‌ها مرتبطند.
این مردم یک گروه از مردم بومی جنوب غربی آفریقا هستند که بر خلاف همسایگان شکارچی خود به‌طور سنتی عشایر و کشاورز بودند.